# Houplin-Ancoisne
Houplin-Ancoisne – miejscowość i gmina we Francji, w regionie Hauts-de-France, w departamencie Nord.
Według danych na rok 1990 gminę zamieszkiwało 3407 osób, a gęstość zaludnienia wynosiła 526 osób/km² (wśród 1549 gmin regionu Nord-Pas-de-Calais Houplin-Ancoisne plasuje się na 257. miejscu pod względem liczby ludności, natomiast pod względem powierzchni na miejscu 552.).